# Hagos Gebrhiwet
Hagos Gebrhiwet (11 mei 1994) is een Ethiopisch atleet, die is gespecialiseerd in de lange afstand. Hij nam driemaal deel aan de Olympische Spelen en won hierbij in totaal één medaille. Ook won hij tweemaal een medaille bij de wereldkampioenschappen. Met zijn tijd van 12.36,73 op de 5000 m is hij de op één na snelste atleet ooit op deze afstand (peildatum oktober 2024).

## Titels
- Afrikaanse Spelen kampioen 5000 m - 2024
- Wereldkampioen veldlopen U20 - 2013

## Persoonlijke records
Baan
| Onderdeel | Prestatie     | Datum        | Plaats  |
| --------- | ------------- | ------------ | ------- |
| 3000 m    | 7.30,36       | 10 mei 2013  | Doha    |
| 5000 m    | 12.36,73 (NR) | 30 mei 2024  | Oslo    |
| 10.000 m  | 26.48,95      | 17 juli 2019 | Hengelo |

Weg
| Onderdeel      | Prestatie  | Datum            | Plaats      |
| -------------- | ---------- | ---------------- | ----------- |
| 5 km           | 12.59      | 1 oktober 2023   | Riga        |
| 10 km          | 28.37      | 25 november 2012 | Addis Abeba |
| halve marathon | 57.41 (NR) | 22 oktober 2023  | Valencia    |

Indoor
| Onderdeel | Prestatie | Datum           | Plaats |
| --------- | --------- | --------------- | ------ |
| 3000 m    | 7.32,87   | 2 februari 2013 | Boston |

## Palmares

### 3000 m
- 2011: 5e WK U18 in Lille - 7.45,11
- 2013:  Doha Diamond League - 7.30,36
- 2014: 5e WK indoor - 7.56,34
- 2015:  Doha Diamond League - 7.38,08
- 2016:  Meeting de Paris in Saint Denis - 7.30,45
- 2018: 4e WK indoor - 8.15,76

### 5000 m
- 2012:  Shanghai Golden Grand Prix - 13.11,00
- 2012:  Bislett Games - 12.58,99
- 2012:  Meeting Areva in Saint Denis - 12.47,53
- 2012: 11e OS - 13.49,59 (serie: 13.26,16)
- 2013:  Grand Prix in New York - 13.10,03
- 2013:  Golden Gala - 12.55,73
- 2013:  Sainsbury's Grand Prix in Birmingham - 13.17,11
- 2013:  Athletissima - 13.07,11
- 2013:  WK - 13.27,26 (serie: 13.23,22)
- 2013:  Memorial Van Damme - 12.59,33
- 2014:  Shanghai Golden Grand Prix - 13.06,88
- 2014:  Sainsbury's Glasgow Grand Prix in Hampden Park - 13.11,09
- 2015:  Golden Gala - 12.58,69
- 2015:  WK - 13.51,86 (serie: 13.45,00)
- 2015:  Memorial van Damme - 12.54,70
- 2016:  Bislett Games - 13.07,70
- 2016:  Boston Games in Somerville - 13.00,20
- 2016:  OS - 13.04,35
- 2016:  Weltklasse Zürich - 13.14,82
- 2023: 6e WK - 13.12,65
- 2024: 5e OS - 13.15,32

### 10.000 m
- 2019: 8e WK - 27.11,37

### 5 km
- 2012:  Carlsbad - 13.14

### 10 km
- 2011:  San Silvestre Vallecana in Madrid - 27.57
- 2012:  Great Ethiopian Run - 28.37

### halve marathon
- 2019: 7e halve marathon van New Delhi - 1:01.46

### veldlopen
- 2013:  WK U20 in Bydgoszcz - 21.04
- 2015: 4e WK in Guiyang - 35.15